# Hammond Ciesar All-Americans 1940-1941
La stagione 1940-41 degli Hammond Ciesar All-Americans fu la 4ª e ultima nella NBL per la franchigia.
Gli Hammond Ciesar All-Americans arrivarono settimi nella regular season con un record di 6-18, non qualificandosi per i play-off.

## Roster
| N° | Naz.                   | Ruolo | Sportivo         | Anno | Alt. | Peso |
| -- | ---------------------- | ----- | ---------------- | ---- | ---- | ---- |
|    | Stati Uniti (bandiera) | GA    | Bobby Neu        | 1917 | 185  | 79   |
|    | Stati Uniti (bandiera) | GA    | Ralph Vaughn     | 1918 | 185  | 79   |
|    | Stati Uniti (bandiera) | AC    | Dar Hutchins     | 1915 | 196  | 88   |
|    | Stati Uniti (bandiera) | AC    | Splinter Johnson | 1920 | 191  | 86   |
|    | Stati Uniti (bandiera) | G     | Clem Ruh         | 1915 | 178  | 75   |
|    | Stati Uniti (bandiera) | G     | Bill Behr        | 1919 | 188  | 86   |
|    | Stati Uniti (bandiera) | AC    | Pim Goff         | 1912 | 193  | 86   |
|    | Stati Uniti (bandiera) | AC    | Chet Tollstam    | 1918 | 188  | 82   |
|    | Stati Uniti (bandiera) | A     | Bob Dille        | 1917 | 191  | 86   |
|    | Stati Uniti (bandiera) | AC    | Joe Sotak        | 1914 | 188  | 95   |
|    | Stati Uniti (bandiera) | AC    | Dick Evans       | 1917 | 191  | 91   |
|    | Stati Uniti (bandiera) | G     | Wink Bowman      | 1916 |      |      |
|    | Stati Uniti (bandiera) | A     | Paul Price       | 1913 |      |      |
|    | Stati Uniti (bandiera) | G     | Emil Benko       | 1913 |      |      |
|    | Stati Uniti (bandiera) | G     | Bill Sumerix     | 1912 |      |      |
|    | Stati Uniti (bandiera) | GA    | Teddy Falda      | 1920 | 183  | 82   |
|    | Stati Uniti (bandiera) | C     | Jim Higgins      | 1918 | 203  |      |
|    | Stati Uniti (bandiera) | C     | Al Benson        | 1914 | 198  | 100  |
|    | Stati Uniti (bandiera) | C     | Tom O'Toole      | 1913 |      |      |
|    | Stati Uniti (bandiera) | G     | Carl Anderson    | 1913 | 191  | 98   |

## Staff tecnico
- Allenatore: Carl Anderson